# القرية الذكية
القرية الذكية (بالإنجليزية: Smart Village)‏ هي مدينة ذكية ومركز للمال والأعمال تمتلكها شركة تنمية وإدارة القرى الذكية، أنشأت بقرار رئيس جمهورية مصر العربية رقم 355 لسنة 2000، تقع في منطقة أبو رواش، بمحافظة الجيزة، وهي عبارة عن تجمع لشركات الاتصالات وتكنولوجيا المعلومات والمؤسسات الحكومية المرتبطة بتلك الصناعة.
المشروع يقع على طريق القاهرة - الإسكندرية الصحراوي الكيلو 28 قبيل بوابات التحصيل. ومساحتها بعد التوسعة 663 فدان يتكون المشروع من 15% مباني و85% الباقية مساحات خضراء ومساحات تجميلية. ويعد أولى مجمعات الشركات في مصر تمت المرحلة الأولى من المشروع وتحوي حاليا على أكثر من 160 مقر شركة و40,000 عامل ومن المخطط ان يصل 100000 عامل بعام 2016.

## الجهات والشركات العاملة
تضم القرية مقرات أكثر من 170 جهة ومؤسسة وشركة من أهمها:
| - وزارة الاتصالات وتكنولوجيا المعلومات - هيئة تنمية صناعة تكنولوجيا المعلومات - الجهاز القومي لتنظيم الاتصالات - المعهد القومي للاتصالات - اتحاد البرمجيات المصرية - المركز القومي لتوثيق التراث الحضاري - جهاز حماية المنافسة ومنع الممارسات الاحتكارية - معهد تكنولوجيا المعلومات ITI - البورصة المصرية - الهيئة العامة للرقابة المالية - جهاز حماية المستهلك - مركز الإبداع التكنولوجي وريادة الأعمال - صندوق تنمية التكنولوجيا - جهاز الحماية من الاغراق والتعطيش - المصرية للاتصالات - البريد المصري - واحات السيليكون للمناطق التكنولوجية - شركة تنمية وإدارة القرى الذكية |  | - شركة سامسونج - شركة موتورولا - شركة ساجيم - شركة سيمنز - شركة مايكروسوفت - شركة انتل - شركة جوجل - شركة هيوليت-باكارد hp - شركة اريكسون - شركة ألكاتل-لوسنت - شركة فودافون - شركة أورنج مصر - شركة اتصالات من &e - مصر - شركة اوراكل - شركة هواوي - شركة زد تي إي - شركة آي بي إم - شركة العربية لتصنيع الحاسبات - إي فاينانس للاستثمارات المالية والرقمية |  | - جلوبال تيليكوم القابضة - شركة فوري - شركة ايجي نت - شركة نايل اون لاين - شركة Merc - شركة لينك نت - شركة آي جارد - شركة xceed - العربية لتصنيع الحاسبات - البنك التجاري الدولي - بنك اتش اس بي سي - مايكروسوفت مصر - شركة راية القابضة - سيستل تيليكوم - شركة نوكيا - مجموعة طلال أبو غزاله - شركة دار الهندسة - جماعة المهندسين الاستشاريين - شركة فاليو |

## معرض الصور

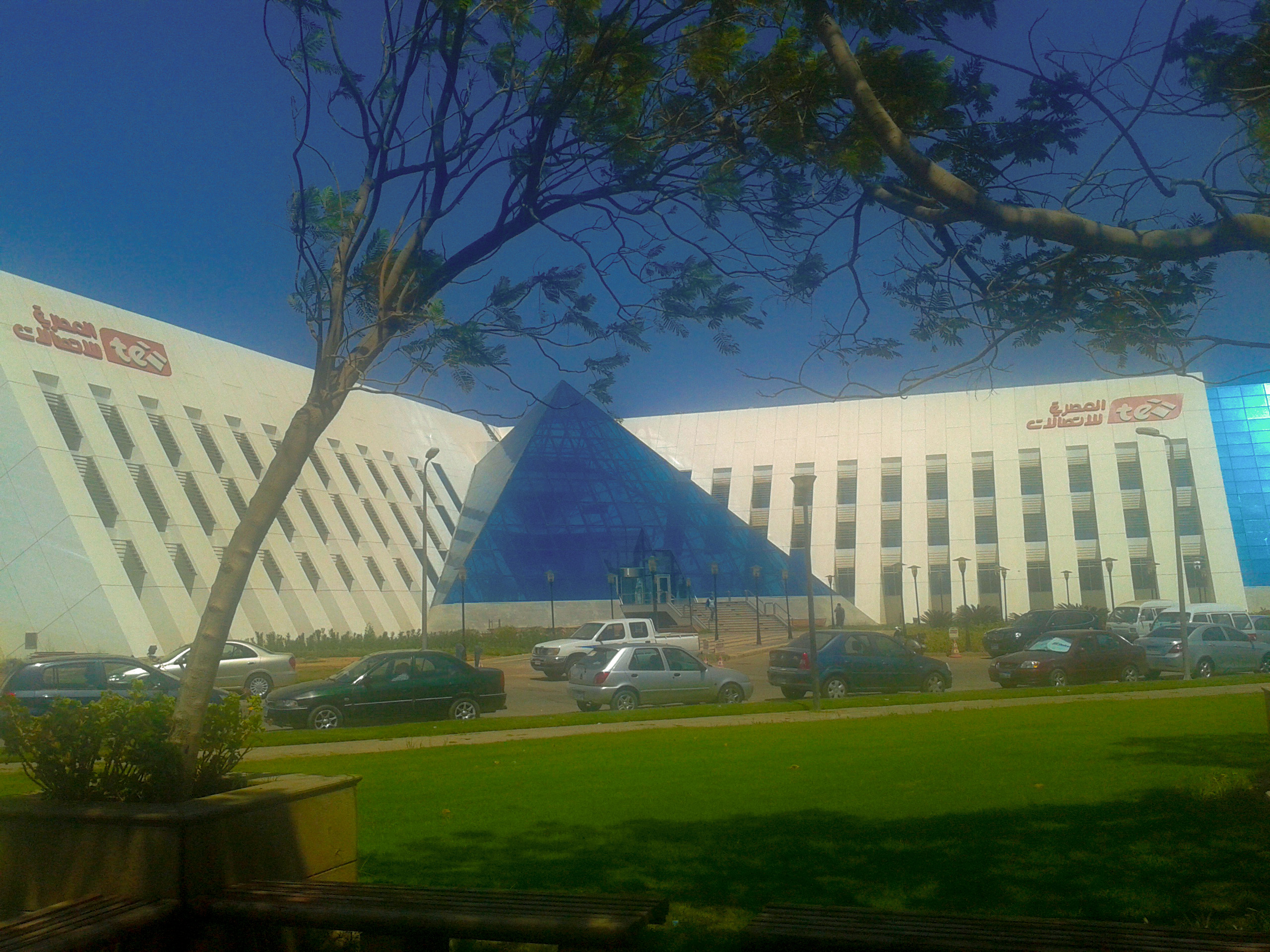
مبني المصرية للإتصالات
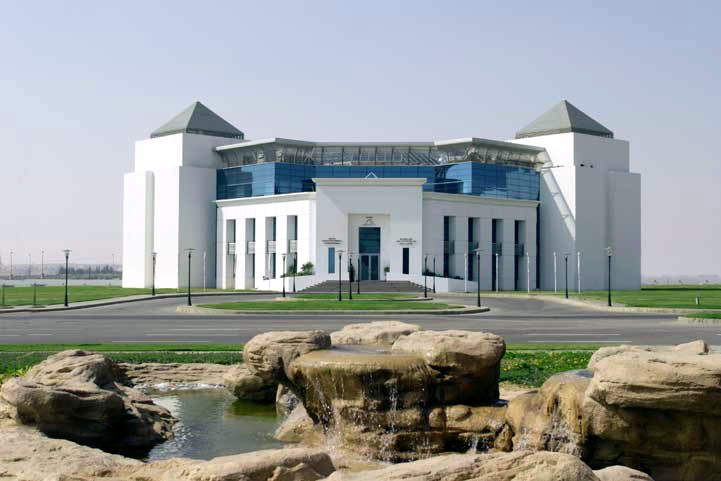
مركز توثيق التراث الحضاري والطبيعي
وزارة الاتصالات وتكنولوجيا المعلوماتوزارة الاتصالات وتكنولوجيا المعلومات
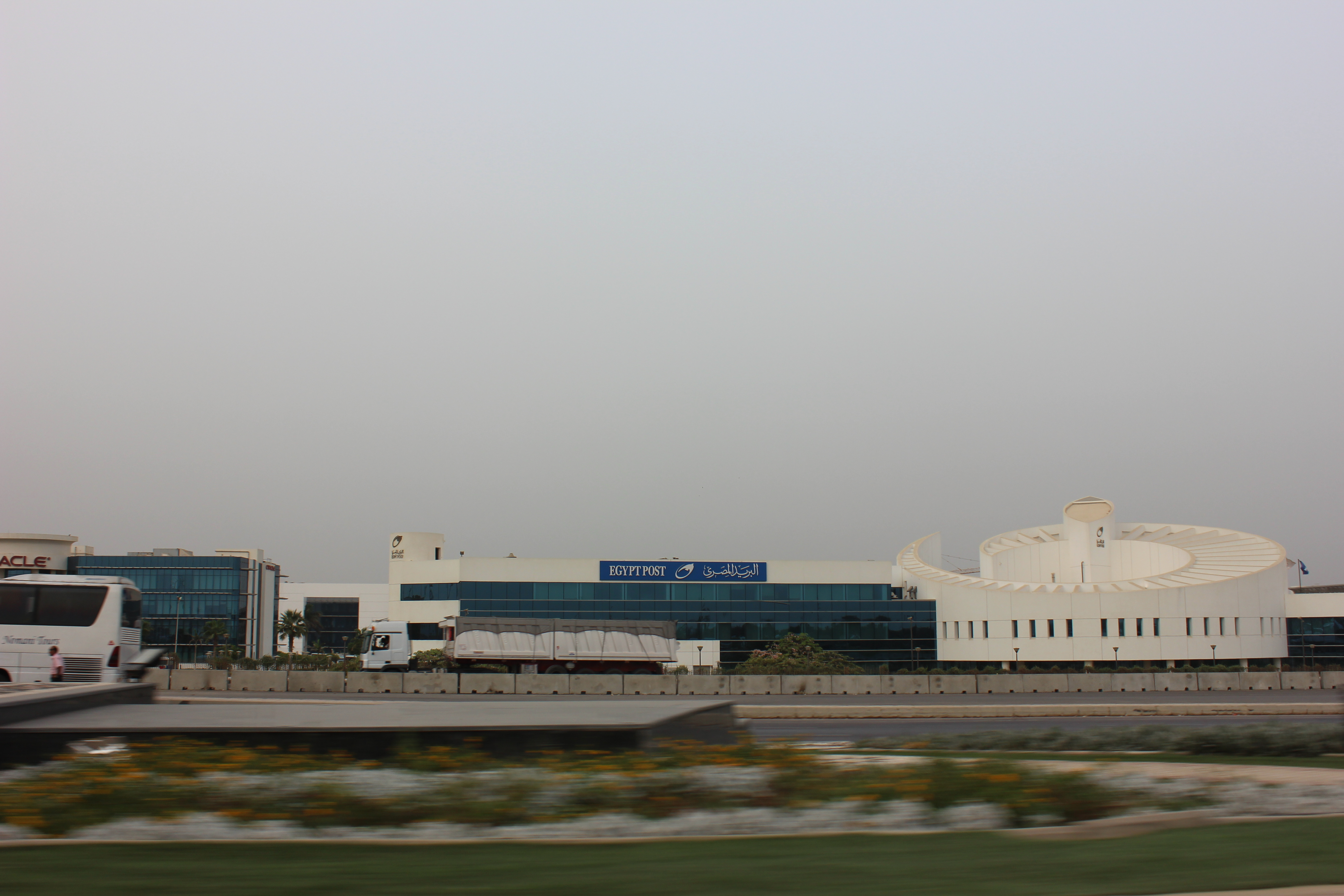
مبنى البريد المصري بالقرية الذكية في الكيلو 29 مصر.
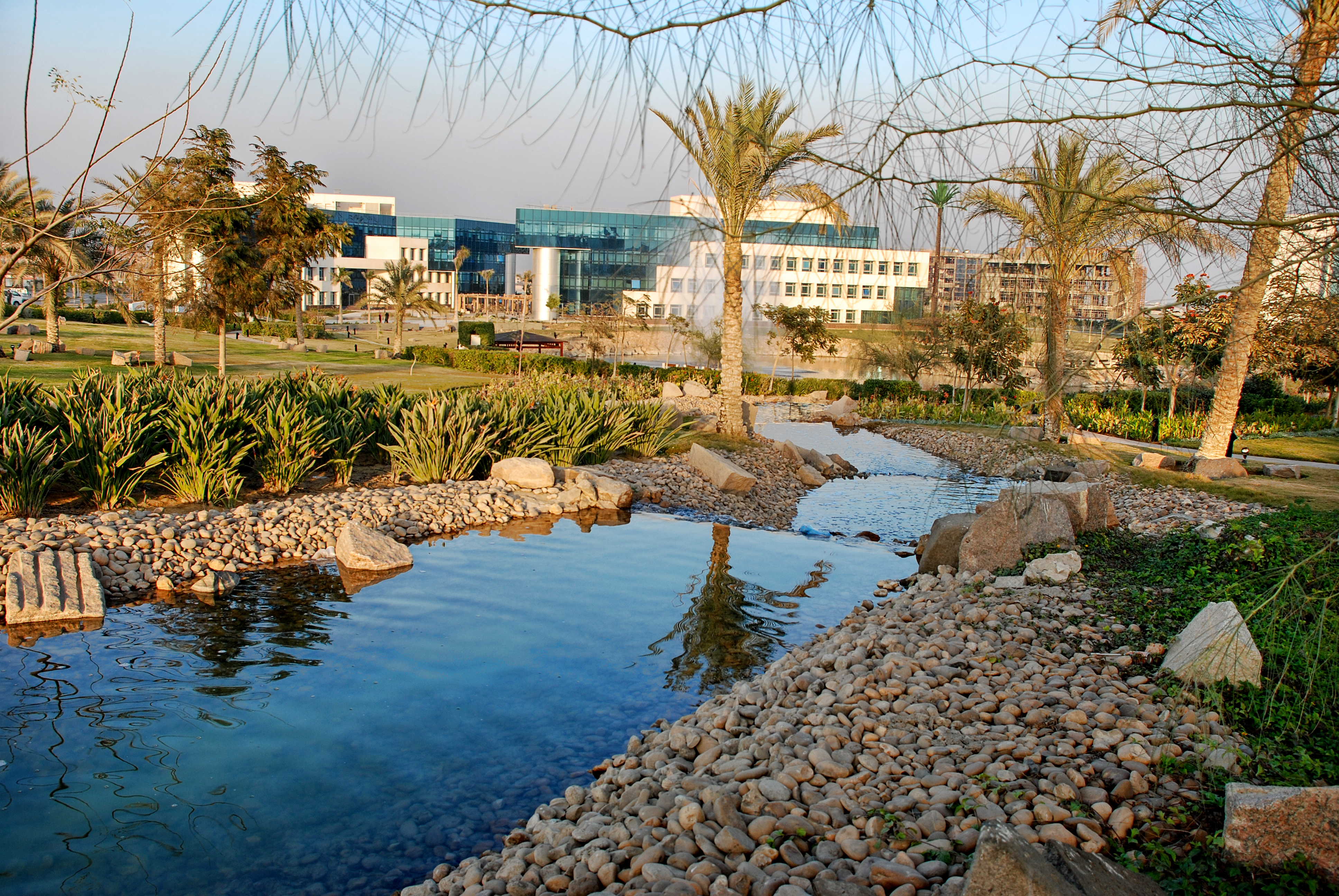
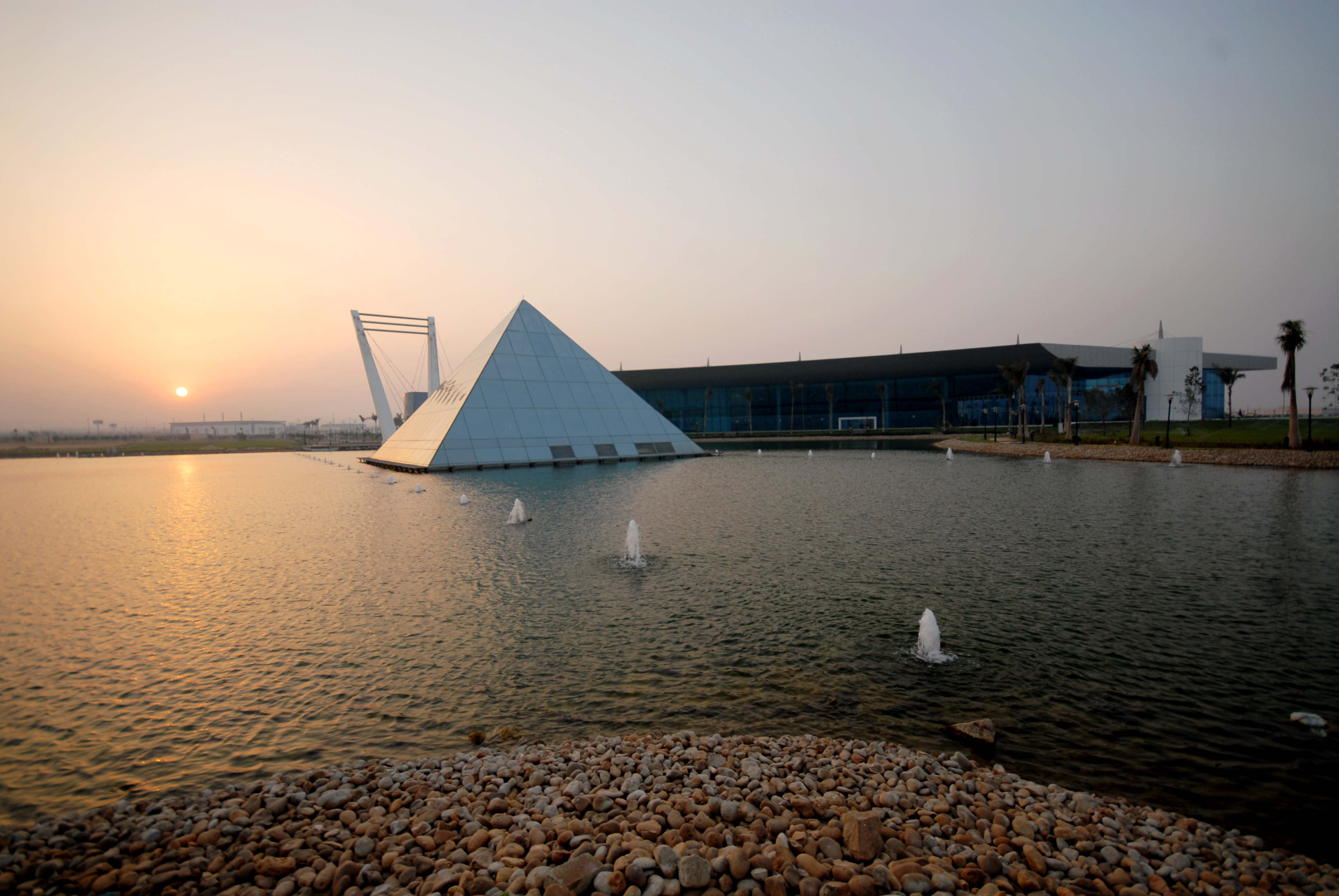
خلية تفكير.
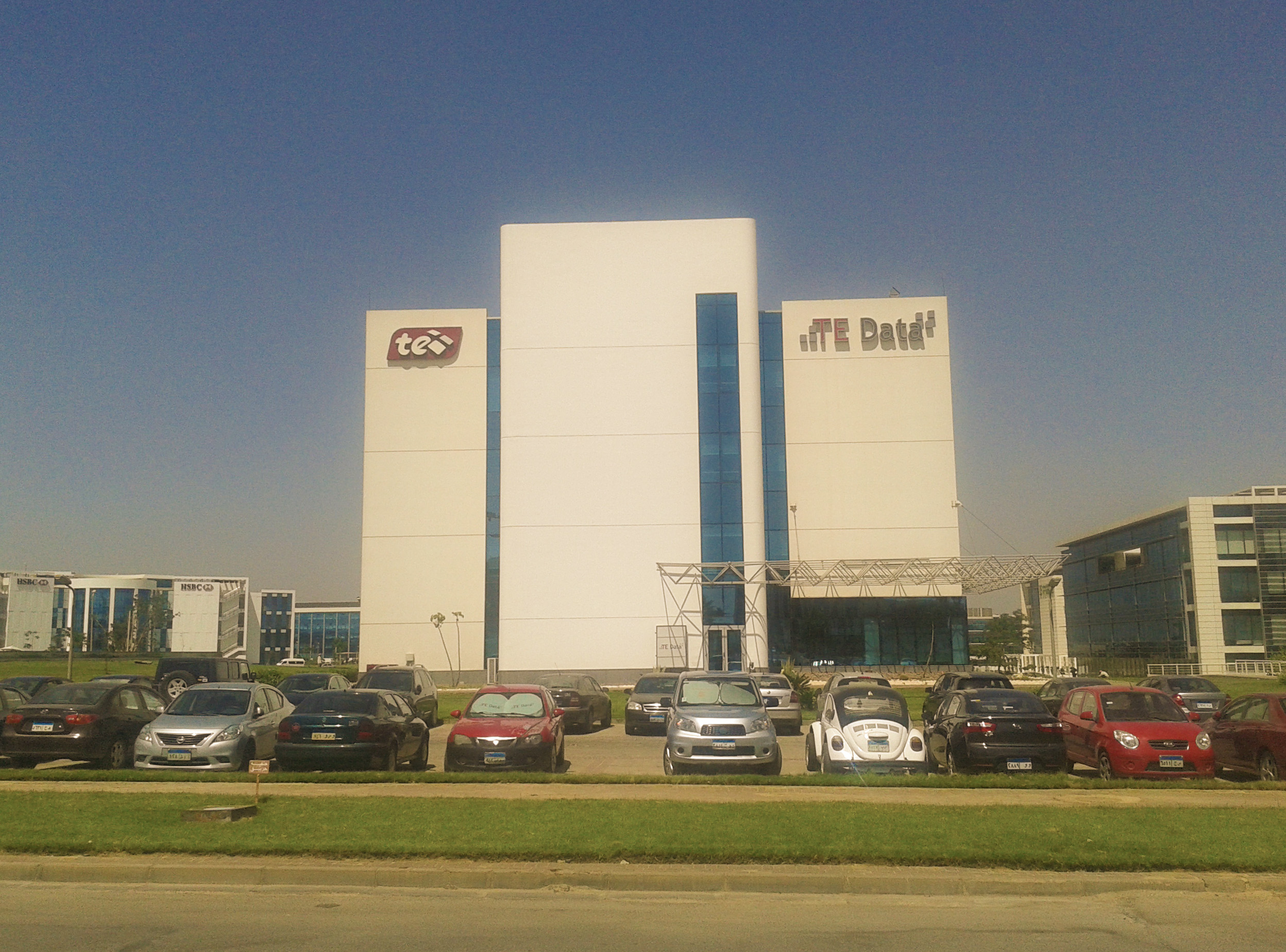
المصرية لنقل البيانات.

## وصلات خارجية
- الموقع الرسمي